# Juh
Košice-Juh („Süd“) ist ein Stadtteil von Košice, Slowakei, und liegt im Okres Košice IV in der Ostslowakei.

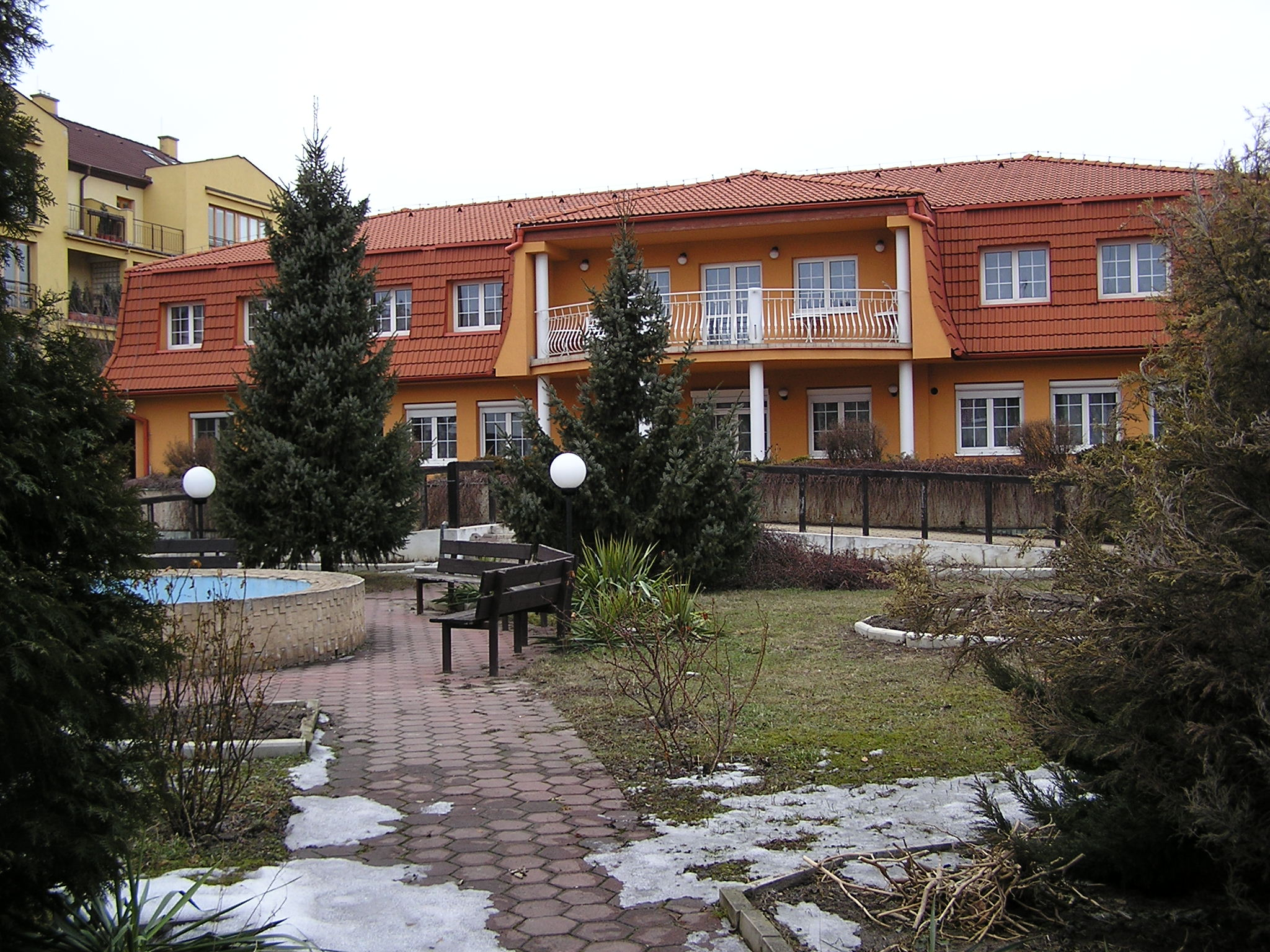
Košice-Juh (Relax Zentrum an der Ulica milosrdenstva [Straße der Barmherzigkeit])

Er liegt südlich der Innenstadt und besteht aus den beiden Katastralgemeinden Južné Mesto und Skladná.

## Bevölkerung
Nach der Volkszählung 2011 wohnten im Stadtteil Juh 23.467 Einwohner, davon 16.104 Slowaken, 901 Magyaren, 183 Tschechen, 168 Russinen, 62 Roma, 51 Ukrainer, 34 Deutsche, 18 Polen, 15 Mährer, 13 Russen, neun Juden, sieben Bulgaren, vier Serben und drei Kroaten. 76 Einwohner gaben eine andere Ethnie an und 5819 Einwohner machten keine Angabe zur Ethnie.
9649 Einwohner bekannten sich zur römisch-katholischen Kirche, 1409 Einwohner zur griechisch-katholischen Kirche, 821 Einwohner zur Evangelischen Kirche A. B., 621 Einwohner zur reformierten Kirche, 249 Einwohner zur orthodoxen Kirche, 107 Einwohner zu den Zeugen Jehovas, 38 Einwohner zur apostolischen Kirche, 36 Einwohner zur evangelisch-methodistischen Kirche, 35 Einwohner zur jüdischen Gemeinde, 17 Einwohner zur tschechoslowakischen hussitischen Kirche, 16 Einwohner zu den Siebenten-Tags-Adventisten, 15 Einwohner zu den christlichen Gemeinden, 13 Einwohner zu den Baptisten, neun Einwohner zur Brüderbewegung, drei Einwohner zu den Mormonen sowie jeweils ein Einwohner zur Bahai-Religion, zur altkatholischen Kirche und zur neuapostolischen Kirche. 118 Einwohner bekannten sich zu einer anderen Konfession, 3815 Einwohner waren konfessionslos und bei 6493 Einwohnern wurde die Konfession nicht ermittelt.